# 서울공릉초등학교
서울공릉초등학교는 대한민국 서울특별시 노원구 공릉동에 있는 공립 초등학교이다.

## 학교 연혁
- 1978년 12월 2일 : 설립 인가
- 1979년 4월 4일 : 서울공릉국민학교로 개교
- 1981년 2월 : 제1회 졸업식
- 1996년 3월 2일 : 서울공릉초등학교로 교명 개칭
- 2019년 12월 4일 : 체육관(도담관) 개관
- 2020년 2월 10일 : 제40회 졸업식 (남 31명, 여 19명, 계 50명)

## 참고 자료
- 서울공릉초등학교 - 한국교육학술정보원 학교알리미